# Yangra
Yangra  (també Ganesh I) és la muntanya més alta de la Ganesh Himal, una petita serralada de l'Himàlaia, a la frontera entre el Nepal i el Tibet. El cim s'eleva fins als 7.422 msnm, cosa que la fa la 62a muntanya més alta de la Terra. Té una prominència de 2.352 metres. Es troba a uns set quilòmetres a l'est del Ganesh II i presenta un gran desnivell amb les valls properes.
El Yangra fou estudiat per ser escalat el 1950 per H. W. Tilman i el seu equip. El primer intent d'arribar al cim es va fer el 1953 i la primera ascensió va tenir lloc el 24 d'octubre de 1955, per una expedició franco-suïssa, per la cara sud-est i l'aresta. Liderada per Raymond Lambert, en l'equip que ca fer cim també hi havia també Claude Kogan i Eric Gauchat, que morí en el descens. LHimalayan Index no indica cap altra ascensió al cim principal.